# Seznam dílů seriálu All of Us
Toto je seznam dílů seriálu All of Us. Americký sitcom All of Us byl premiérově vysílán v letech 2003–2007. První tři řady byly uvedeny na stanici UPN, od roku 2006 byl vysílán na stanici The CW.

## Přehled řad
| Řada | Díly | Premiéra v USA | Premiéra v USA  | Stanice v USA |
| Řada | Díly | První díl      | Poslední díl    | Stanice v USA |
| ---- | ---- | -------------- | --------------- | ------------- |
| 1    | 22   | 16. září 2003  | 18. května 2004 | UPN           |
| 2    | 22   | 21. září 2004  | 24. května 2005 | UPN           |
| 3    | 22   | 19. září 2005  | 15. května 2006 | UPN           |
| 4    | 22   | 1. října 2006  | 14. května 2007 | The CW        |

## Seznam dílů

### První řada (2003–2004)
| Č. v seriálu | Č. v řadě | Původní název                 | Režie           | Scénář                                                                  | Premiéra v USA (UPN) |
| ------------ | --------- | ----------------------------- | --------------- | ----------------------------------------------------------------------- | -------------------- |
| 1            | 1         | Pilot                         | Stan Lathan     | námět: Jada Pinkett Smith, Will Smith a Betsy Borns scénář: Betsy Borns | 16. září 2003        |
| 2            | 2         | Birthdaze                     | Stan Lathan     | Warren Lieberstein a Halsted Sullivan                                   | 23. září 2003        |
| 3            | 3         | Here Comes the Bride          | Stan Lathan     | Dan Signer                                                              | 30. září 2003        |
| 4            | 4         | Kindergarten Confidential     | Stan Lathan     | Lori Lakin                                                              | 7. října 2003        |
| 5            | 5         | Say My Name, Say My Name      | Stan Lathan     | Jared Bush                                                              | 14. října 2003       |
| 6            | 6         | Uncle Marcus Comes to Dinner  | Stan Lathan     | Jada Pinkett Smith, Will Smith a Betsy Borns                            | 21. října 2003       |
| 7            | 7         | Spatial Profiling             | Stan Lathan     | Dan Signer                                                              | 4. listopadu 2003    |
| 8            | 8         | Tia Moves In                  | Stan Lathan     | Mike Soccio                                                             | 11. listopadu 2003   |
| 9            | 9         | Jonny Comes Marching Home     | Stan Lathan     | Betsy Borns                                                             | 18. listopadu 2003   |
| 10           | 10        | Out of the Picture            | Debbie Allen    | Kipp Marcus                                                             | 25. listopadu 2003   |
| 11           | 11        | I Saw Tia Kissing Santa Claus | Stan Lathan     | Warren Lieberstein a Halsted Sullivan                                   | 16. prosince 2003    |
| 12           | 12        | Catering                      | Stan Lathan     | Jared Bush                                                              | 13. ledna 2004       |
| 13           | 13        | Use Ta Be My Girl             | Stan Lathan     | Stacy A. Littlejohn                                                     | 27. ledna 2004       |
| 14           | 14        | Boxing                        | Debbie Allen    | Jewel Wormley                                                           | 10. února 2004       |
| 15           | 15        | Jonny Come Lately (Part 1)    | Debbie Allen    | námět: Stacy A. Littlejohn scénář: Betsy Borns                          | 17. února 2004       |
| 16           | 16        | Jonny Come Lately (Part 2)    | Debbie Allen    | námět: Dan Signer scénář: Mark Jordan Legan                             | 17. února 2004       |
| 17           | 17        | O Brother, Where Art Thou?    | Debbie Allen    | Ray Laneon                                                              | 24. února 2004       |
| 18           | 18        | A Family Affair               | Debbie Allen    | Stacy A. Littlejohn                                                     | 2. března 2004       |
| 19           | 19        | Wedding Dance                 | Debbie Allen    | Lori Lakin                                                              | 30. března 2004      |
| 20           | 20        | Thirty Candles                | Alfonso Ribeiro | Mike Soccio                                                             | 4. května 2004       |
| 21           | 21        | Playdate                      | Debbie Allen    | Mark Jordan Legan                                                       | 11. května 2004      |
| 22           | 22        | It Takes Three to Tango       | Debbie Allen    | Betsy Borns                                                             | 18. května 2004      |

### Druhá řada (2004–2005)
| Č. v seriálu | Č. v řadě | Původní název                          | Režie           | Scénář                                    | Premiéra v USA (UPN) |
| ------------ | --------- | -------------------------------------- | --------------- | ----------------------------------------- | -------------------- |
| 23           | 1         | Reunited and It Doesn't Feel That Good | Debbie Allen    | Arthur Harris                             | 21. září 2004        |
| 24           | 2         | Return of the Mack                     | Debbie Allen    | Stacy A. Littlejohn                       | 28. září 2004        |
| 25           | 3         | The Kiss Off                           | Debbie Allen    | Lori Lakin                                | 5. října 2004        |
| 26           | 4         | In Through the Out Door                | Debbie Allen    | Jared Bush                                | 12. října 2004       |
| 27           | 5         | Why Do Fools Fall Back in Love?        | Debbie Allen    | Arthur Harris a Ray Lancon                | 19. října 2004       |
| 28           | 6         | Let's Stay Together                    | Debbie Allen    | Stacy A. Littlejohn a Terence Paul Winter | 26. října 2004       |
| 29           | 7         | Basket Cases                           | Debbie Allen    | Arthur Harris a Jewel Wormley             | 9. listopadu 2004    |
| 30           | 8         | Parents Just Don't Understand          | Debbie Allen    | Stacey A. Littlejohn                      | 23. listopadu 2004   |
| 31           | 9         | The Return of Mars Blackmon            | Debbie Allen    | Lori Lakin a Josh Wolf                    | 30. listopadu 2004   |
| 32           | 10        | Home for Christmas?                    | Alfonso Ribeiro | Demetrius Bady                            | 14. prosince 2004    |
| 33           | 11        | Liar, Liar                             | Debbie Allen    | Jared Bush a Byron Hord                   | 4. ledna 2005        |
| 34           | 12        | Get Me to the Church on Time           | Alfonso Ribeiro | Lori Lakin                                | 11. ledna 2005       |
| 35           | 13        | Focus                                  | Debbie Allen    | Jared Bush                                | 8. února 2005        |
| 36           | 14        | Not So Wonderful Town                  | Debbie Allen    | Ray Lancon                                | 15. února 2005       |
| 37           | 15        | Handle Your Business                   | Alfonso Ribeiro | Terence Paul Winter                       | 22. února 2005       |
| 38           | 16        | So I Creep                             | Debbie Allen    | Byron Hord                                | 1. března 2005       |
| 39           | 17        | Movin' On Up                           | Debbie Allen    | Josh Wolf                                 | 29. března 2005      |
| 40           | 18        | Passing the Test                       | Debbie Allen    | Rob Rosell a Chad Drew                    | 19. dubna 2005       |
| 41           | 19        | Baby's Got (Flash) Back                | Debbie Allen    | Arthur Harris                             | 26. dubna 2005       |
| 42           | 20        | Hollywood Swinging                     | Debbie Allen    | Jewel Wormly                              | 3. května 2005       |
| 43           | 21        | Sail On                                | Debbie Allen    | Stacy A. Littlejohn                       | 10. května 2005      |
| 44           | 22        | He-Male Trouble                        | Debbie Allen    | Betsy Borns                               | 24. května 2005      |

### Třetí řada (2005–2006)
| Č. v seriálu | Č. v řadě | Původní název                                  | Režie               | Scénář                               | Premiéra v USA (UPN) |
| ------------ | --------- | ---------------------------------------------- | ------------------- | ------------------------------------ | -------------------- |
| 45           | 1         | Starting Over                                  | Debbie Allen        | Jared Bush                           | 19. září 2005        |
| 46           | 2         | If You Can't Stand the Heat                    | Chip Hurd           | Rod Emelle                           | 26. září 2005        |
| 47           | 3         | Kiss, Kiss, Pass                               | Debbie Allen        | Arthur Harris                        | 3. října 2005        |
| 48           | 4         | Love at First Type                             | Alfonso Ribeiro     | Ray Lancon                           | 10. října 2005       |
| 49           | 5         | Divorce Means Never Having to Say You're Sorry | Debbie Allen        | Terence Paul Winter                  | 17. října 2005       |
| 50           | 6         | School Colors                                  | Alfonso Ribeiro     | Jewel Wormley                        | 24. října 2005       |
| 51           | 7         | The Spy Who Smoked Me                          | Alfonso Ribeiro     | Lori Lakin Hutcherson                | 7. listopadu 2005    |
| 52           | 8         | Legal Affairs (Part 1)                         | Debbie Allen        | Lori Lakin Hutcherson                | 14. listopadu 2005   |
| 53           | 9         | Legal Affairs (Part 2)                         | Debbie Allen        | Lori Lakin Hutcherson                | 21. listopadu 2005   |
| 54           | 10        | Creeping with the Enemy                        | Steve Zuckerman     | Jared Bush                           | 28. listopadu 2005   |
| 55           | 11        | Who Took the Merry Out of Christmas            | Ted Lange           | Terence Paul Winter a Asoniti Foster | 12. prosince 2005    |
| 56           | 12        | Neesee's Grave Plot                            | Steve Zuckerman     | Jared Bush                           | 16. ledna 2006       |
| 57           | 13        | Trying to Love Two (Ain't Easy to Do)          | Leslie Kolins Small | Stacy A. Littlejohn                  | 6. února 2006        |
| 58           | 14        | Robert and Neesee Get Real                     | Debbie Allen        | R. Byron Hord                        | 13. února 2006       |
| 59           | 15        | Don't It Make My Brownies Blue                 | Debbie Allen        | Chad Drew                            | 20. února 2006       |
| 60           | 16        | Pass the Peas                                  | Alfonso Ribeiro     | Stacy A. Littlejohn                  | 27. února 2006       |
| 61           | 17        | Domo Arigato, Mr. Roberto                      | Alfonso Ribeiro     | Terence Paul Winter                  | 27. března 2006      |
| 62           | 18        | He's Gotta Have It                             | Alfonso Ribeiro     | Arthur Harris                        | 17. dubna 2006       |
| 63           | 19        | The N Word                                     | Will Smith          | Royale Watkins                       | 24. dubna 2006       |
| 64           | 20        | Surprise, Surprise (Part 1)                    | Debbie Allen        | Jewel Wormley                        | 1. května 2006       |
| 65           | 21        | Surprise, Surprise (Part 2)                    | Debbie Allen        | Jewel Wormley                        | 8. května 2006       |
| 66           | 22        | Carmen's Karma                                 | Alfonso Ribeiro     | Arthur Harris                        | 15. května 2006      |

### Čtvrtá řada (2006–2007)
| Č. v seriálu | Č. v řadě | Původní název                       | Režie           | Scénář                              | Premiéra v USA (The CW) |
| ------------ | --------- | ----------------------------------- | --------------- | ----------------------------------- | ----------------------- |
| 67           | 1         | The Hair Down There                 | Alfonso Ribiero | Jeff Strauss                        | 1. října 2006           |
| 68           | 2         | Trojan Condo                        | Alfonso Ribiero | Lori Lakin Hutcherson               | 8. října 2006           |
| 69           | 3         | Police… Open Up                     | Debbie Allen    | Stacy A. Littlejohn                 | 16. října 2006          |
| 70           | 4         | Love Do Cost a Thing                | Alfonso Ribeiro | Jared Bush                          | 23. října 2006          |
| 71           | 5         | Pretty Woman                        | Debbie Allen    | Stacy A. Littlejohn                 | 30. října 2006          |
| 72           | 6         | The Courtship of Robert's Father    | Alfonso Ribeiro | Lori Lakin Hutcherson               | 6. listopadu 2006       |
| 73           | 7         | Like Father, Like Son… Like Hell!   | Alfonso Ribeiro | Terence Paul Winter                 | 13. listopadu 2006      |
| 74           | 8         | My Two Dads                         | Alfonso Ribeiro | Antonia March a Jacqueline McKinley | 20. listopadu 2006      |
| 75           | 9         | Crime and Maybe Some Punishment     | Debbie Allen    | Ray Lancon                          | 27. listopadu 2006      |
| 76           | 10        | Everybody Loves Rain Man            | Debbie Allen    | Arthur Harris                       | 11. prosince 2006       |
| 77           | 11        | Let's Go Bobby, Let's Go!           | Alfonso Ribeiro | Jewel Wormley                       | 22. ledna 2007          |
| 78           | 12        | The B-R-E-A-K-U-P                   | Alfonso Ribeiro | Jared Bush                          | 29. ledna 2007          |
| 79           | 13        | An All of Us Joint… Custody Episode | Alfonso Ribeiro | Arthur Harris                       | 5. února 2007           |
| 80           | 14        | Artificial Intelligence             | Alfonso Ribeiro | Ray Lancon                          | 12. února 2007          |
| 81           | 15        | Another Episode of All of Us        | Alfonso Ribeiro | Alfonso Ribeiro                     | 19. února 2007          |
| 82           | 16        | He's Got Game                       | Alfonso Ribeiro | Jacqueline McKinley a Antonia March | 26. února 2007          |
| 83           | 17        | It Was Fun While It Lasted          | Debbie Allen    | Terence Paul Winter                 | 19. března 2007         |
| 84           | 18        | The Boy Is Mine                     | Alfonso Ribeiro | Jewel Wormley                       | 26. března 2007         |
| 85           | 19        | Everything Happens for a Reason     | Alfonso Ribeiro | Asoniti Foster                      | 23. dubna 2007          |
| 86           | 20        | Sins of the Father                  | Debbie Allen    | Chad Drew                           | 30. dubna 2007          |
| 87           | 21        | She Blinded Me with Science         | Debbie Allen    | Stacy A. Littlejohn                 | 7. května 2007          |
| 88           | 22        | The Wedding Singers                 | Debbie Allen    | Jeff Strauss                        | 14. května 2007         |